# البطولات الأسترالية 1934 (كرة مضرب)
هنا قائمة بالبطولات الأسترالية لكرة المضرب, المعروفة الآن باسم أستراليا المفتوحة لسنة 1934:

## الكبار

### فردي رجال
فريد بيري هزم  جاك كروافورد 6-3 7-5 6-1

### فردي سيدات
جون هارتيغان هزم  مارغريت مولسوورث 6-1, 6-4